# Appio Claudio

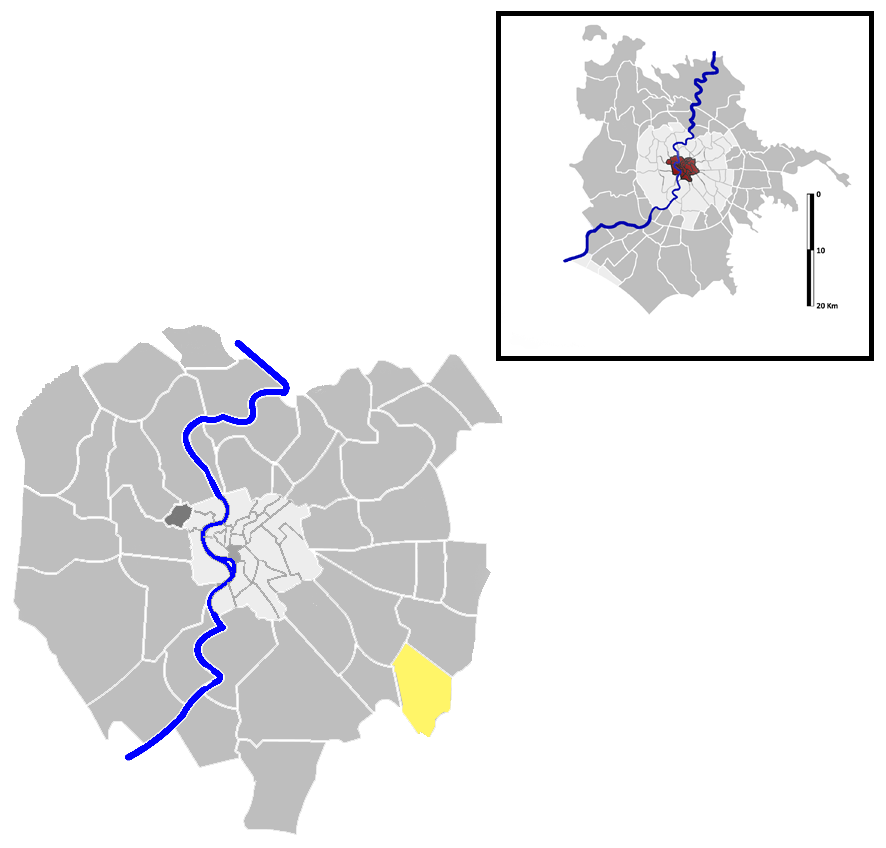
Lage von Appio Claudio in Rom

Appio Claudio ist ein Quartier im Südosten der italienischen Hauptstadt Rom. Es ist, wie die Via Appia, nach dem römischen Staatsmann Appius Claudius Caecus benannt. Das Quartier wird als Q.XXV bezeichnet und ist Teil von Municipio VII. Es zählt 28.324 Einwohner und hat eine Fläche von 5,5382 km².
Es bildet die mit dem Code 10.b bezeichnete zone urbanistiche mit 29.872 Einwohnern im Jahr 2010 und einer Fläche von 3,57 km².

## Geschichte
In der Verwaltung wurde das Viertel als Suburbio V geführt. In den 1930er Jahren begann die Urbanisierung rund um das 1936 gegründete Cinecittà. Dabei wurde nach Plänen von Gaetano Rapisardi vorgegangen, der für einen durch den Faschismus geprägten Architekturstil sorgte. Durch den Zweiten Weltkrieg verstärkt sich die Verstädterung.
Der Film Mamma Roma von Pier Paolo Pasolini handelt über die Expansion des Stadtteils in den späten 1950er Jahren.
Im Jahr 1961 wurden aus dem Suburbio V die Quartiere XXIV Don Bosco und XXV Appio Claudio.

## Besondere Orte
- Via Tuscolana
- Mehrere Aquädukte:
  - Aqua Claudia
  - Aqua Marcia
- San Policarpo
- Sant’Ignazio d’Antiochia
- Santa Barbara (Rom)
- Ein Teil des Quartiers Don Bosco und Appio Claudio bilden die Cinecittà, zu deutsch Filmstadt, in der Dekorationen und Studio von verschiedenen Filmen zu sehen ist.